# Уайлд, Хайрем
Ха́йрем Уайлд (англ. Hiram Wild; 1917—1982) — английский ботаник, работавший в Зимбабве.

## Биография
Родился в Шеффилде 15 марта 1917 года. Учился в Имперском колледже Лондонского университета. В 1945 году защитил диссертацию доктора философии, в которой рассматривал патоген салата-латука Bremia lactucae.
С 1945 года работал правительственным ботаником в Южной Родезии, вскоре возглавил Правительственный гербарий Южной Родезии. В 1960 году Уайлд основал ботанический журнал Гербария под названием Kirkia — по имени Джона Керка (1832—1922), исследователя Африки, спутника Давида Ливингстона. На протяжении многих лет работал его главным редактором.
Уайлд вместе с Артуром Экселлом являлся инициатором проекта Flora Zambesiaca — серии монографий флоры Африки.
В 1965 году Уайлд был назначен профессором Университетского колледжа Солсбери (ныне — Университет Зимбабве).
В 1980 году из-за проблем со здоровьем оставил пост профессора в Солсбери и вернулся в Англию. Скончался 28 апреля 1982 года.

## Некоторые публикации
- Wild, H. Vegetation of copper bearing soils. — Salisbury, 1968. — 71 p.
- Wild, H. The vegetation of nickel bearing soils. — Causeway, 1970. — 62 p.

## Растения, названные именем Х. Уайлда
- Aristida wildii Melderis, 1970
- Buchnera wildii Philcox, 1987
- Clerodendrum wildii Moldenke, 1949 — Rotheca wildii (Moldenke) R.Fern., 2000
- Commiphora wildii Merxm., 1960
- Cynoglossum wildii E.S.Martins, 1988
- Erica wildii Brenan, 1964
- Eriocaulon wildii S.M.Phillips, 1997
- Euphorbia wildii L.C.Leach, 1975
- Indigofera wildiana J.B.Gillett, 1958
- Kalanchoe wildii Raym.-Hamet ex R.Fern., 1978
- Lotus wildii J.B.Gillett, 1959
- Pandiaka wildii Suess., 1950
- Rhus wildii R.Fern. & A.Fern., 1965 — Searsia wildii (R.Fern. & A.Fern.) Moffett, 2007
- Rhynchosia wildii Verdc., 2000
- Vernonia wildii Merxm., 1951